# حضون
الحَضُون (باللاتينية:  Incubus) أو خَنَّاسُ الْوِصَالِ، هو شيطان ذكر وفقاً للموروثات التقليدية والأسطورية ويظهر للنساء ويمارس الجنس معهن. ونظيره الأنثوي هي السقوبة وانتشرت قصص حول الحضون والسقوبة لعدة قرون في المجتمعات التقليدية المختلفة. وتقول بعض التقاليد أن ممارسة الجنس المتكرر مع الحضائن أو السقوبات قد يؤدي إلى تدهور الحالة الصحية أو الحالة العقلية أو حتى الوفاة.